# Mangal Pandey
Mangal Pandey era um soldado indiano e foi uma personalidade chave para a eclosão da Rebelião Indiana de 1857. Ele era um sipai pertencente da 34ª Infantaria Nativa de Bengal (BNI) da Companhia das Índias Orientais. Embora a opinião britânica contemporânea o considerasse um traidor, Pandey é considerado extensamente como um herói na India moderna. 

## Vida
Nascido em 19 de Julho de 1827 em Nagwa, uma aldeia no distrito de Ballia (Uttar Pradesh), que naquela época era a sede administrativa de Ghazipur, em uma família Brâmane Bhumihar parte dos Saryupareen Brâmanes.Ele se alistou na Companhia Britânica das Índias Orientais em 1849 aos 22 anos de idade. Pandey servia na 5ª Companhia do 34º Regimento de Infantaria Nativa de Bengala e é conhecido por ter atacado oficiais do seu regimento no incidente que foi o primeiro ato daquilo que veio a ser conhecido como a Revolta dos Sipaios ou a Primeira Guerra da Independência Indiana. É dito que Mangal era um devoto Hindu e era um praticante diligente de sua religião, embora não haja fontes para confirmar essa alegação.

## O incidente de 1857
Em 29 de Março de 1857, em Barrackpore, no período da tarde, o tenente Baugh do 34º Regimento de Infantaria Nativa de Bengala foi informado que muitos homens de seu regimento estavam agitados. Mais tarde, ele veio a saber que um de seus homens, Mangal Pandey estava marchando em frente ao posto de guarda da praça de armas do regimento, com um mosquete carregado, convocando os homens a se rebelar e ameaçando atirar no primeiro europeu que ele visse. Baugh imediatamente afivelou sua espada, colocou pistolas armadas em seu coldre, montou seu cavalo e galopou para as linhas. Pandey, que ouviu o galope do cavalo que se aproximava, tomou posição atrás da estação de armas que se situava em frente ao quarto-de-guarda (depósito de uma unidade armada indiana) do 34º, mirou em Baugh e atirou. Ele errou o tiro, mas a bala acertou o cavalo do tenente no flanco, e o cavalo e seu dono caíram. Baugh rapidamente desembaraçou-se, e pegando uma de suas pistolas avançou em Pandey e atirou, mas errou o tiro. Antes que Baugh pudesse desembainhar sua espada, Pandey o atacou com uma "talwar", uma espada pesada Indiana. Aproximando-se do tenente, golpeou-o no ombro e no pescoço atirando-o ao chão. Então outro sipaio, Shaik Paltu, interveio e tentou conter Pandey que tentava recarregar seu mosquete.
Hewson, um Sargento-mor inglês, chegou à praça de armas antes de Baugh, convocado por um oficial nativo. Ele ordenou que o oficial em comando do quarto-de-guarda prendesse Pandey. O oficial alegou que não poderia prender Pandey sozinho. Hewson então ordenou-o a ficar em guarda com armas carregadas. Nesse meio tempo, Baugh chegou gritando "Onde dele está? Onde dele está?", e Hewson advertiu o tenente a correr para o outro lado pois Mangal ia atirar nele. Neste momento Pandey atirou, e as consequências foram as descritas no parágrafo anterior.
Hewson dirigiu-se rapidamente à Mangal que estava lutando com o tenente Baugh. Ele então travou um combate com o soldado e foi também derrubado ao chão. O som do disparo contra Baugh fez com que outros sipaios saíssem do quartel, e estes assistiram mudos. Então, Shaikh Paltu que estava tentando defender os dois ingleses convocou os outros soldado a ajudá-lo.
Com a ordem comandante do quarto-de-guarda, um homem chamado Ishwari Prasad, os sipaios avançaram e atacaram os dois oficiais inglês. Os soldados então ameaçaram Shaikh Paltu e ordenaram-lhe libertar Pandey, que em vão tinha tentado segura-lo. No entanto, Paltu continuou a manter Pandey preso até Baugh e o sargento-mor terem tempo de sair do local. Paltu a esta altura também estava ferido. Afastou-se em uma direção e Baugh e Hewson em outra, enquanto os soldados os golpeavam com a extremidade da coronha de seus mosquetes.
Entretanto, o incidente já havia sido relatado para o oficial comandante, o General Hearsey, que então dirigiu-se à praça de armas com seus dois filhos. Chegando lá, ele caminhou até o guarda, sacou a pistola e ordenou-lhes que cumprissem o seu dever, prendendo Mangal Pandey. O general ameaçou atirar no primeiro homem que desobedecesse. Os homens obedeceram e seguiram em direção à Pandey, que em pé colocou o cano da espingarda em seu peito e apertou o gatilho com o pé. Ele caiu sangrando e com o seu casaco regimental em chamas, mas não mortalmente ferido.
Pandey se recuperou e foi levado a julgamento a menos de uma semana depois. Quando perguntado se ele estava sob a influência de quaisquer substâncias, ele admitiu ter usado Bhang (cannabis) e ópio. Ele jurou não saber o que estava fazendo enquanto drogado. Afirmou com firmeza que tinha se amotinado por própria vontade e que nenhum dos seus companheiros tinha qualquer papel no ocorrido. Quando lhe pediram para se defender, ele disse: "Eu não sabia o que estava fazendo. Eu não sabia quem eu havia ferido ou não. Que mais direi? Não tenho mais nada a dizer. Eu não tenho provas". Ele foi condenado à morte por enforcamento, juntamente com o Jemadar. Sua execução foi agendada para 18 de abril, mas foi realizada dez dias antes dessa data. O jemadar Ishwari Prasad também foi executado por enforcamento, em 21 de abril.